# Brasilianske flag
Dette er en liste over nationale flag som benyttes eller tidligere benyttedes for det territorie som i dag omfatter Republikken Brasilien.

## Stater
Uddybende artikel: Brasiliens delstater
Brasilien er opdelt i 26 delstater (estados) og et føderalt distrikt (Distrito Federal):

## Nationale flag
| Flag      | Dato  | Brug                                                | Beskrivelse |
| --------- | ----- | --------------------------------------------------- | --- |
| Brasilien | 1889- | Nationalflag, statsflag, orlogsflag og koffardiflag | En blå skive som viser en stjernehimmel kalibrereret af et lyseblåt bånd, prydet med landets nationale motto, i en gul rombe på en grøn mark.           |
|           |       | Gøs'                                                | Rektangulært flag (forholdet 3:4) forsynet med 21 hvide stjerner på et mørkeblåt felt – en vandret række på 13 og en lodret søjle på 9, vist retvinklet |

## Guvernørflag
| Flag | Dato | Brug               | Beskrivelse |
| ---- | ---- | ------------------ | --- |
|      |      | Præsidentflag      | Mørkegrøn rektangel (forholdet 2:3) som holder rigsvåbnet i centrum. |
|      |      | Vicepræsident-flag | Gul rektangel (forholdet 2:3) med 23 blå stjerner anbragt i et kryds, hvilket deler flaget i 4 lige store kvadranter, med et våbenskjold i midten af den øverste venstre kvadrant. |

## Delstatsflag
Dette er et galleri over brasilianske delstatsflag som viser flagene i det 26 brasilianske delstater og Distrito Federal.
| Flag                           | Date | Use                       |
| ------------------------------ | ---- | ------------------------- |
| Acre (delstat)                 |      | Acres flag                |
| Alagoas                        |      | Alagoas flag              |
| Amapá                          |      | Amapás flag               |
| Amazonas (delstat i Brasilien) |      | Amazonas flag             |
| Bahia                          |      | Bahias flag               |
| Ceará                          |      | Cearás flag               |
| Espírito Santo                 |      | Espírito Santos flag      |
| Goiás                          |      | Goiás flag                |
| Maranhão                       |      | Maranhãos flag            |
| Mato Grosso                    |      | Mato Grossos flag         |
| Mato Grosso do Sul             |      | Mato Grosso do Suls flag  |
| Minas Gerais                   |      | Minas Gerais flag         |
| Pará                           |      | Parás flag                |
| Paraíba                        |      | Paraíbas flag             |
| Paraná (delstat)               |      | Paranás flag              |
| Pernambuco                     |      | Pernambucos flag          |
| Piauí                          |      | Piauís flag               |
| Rio de Janeiro (delstat)       |      | Rio de Janeiros flag      |
| Rio Grande do Norte            |      | Rio Grande do Nortes flag |
| Rio Grande do Sul              |      | Rio Grande do Suls flag   |
| Rondônia                       |      | Rondônias flag            |
| Roraima                        |      | Roraimas flag             |
| Santa Catarina (delstat)       |      | Santa Catarinas flag      |
| São Paulo (delstat)            |      | São Paulos flag           |
| Sergipe                        |      | Sergipes flag             |
| Tocantins                      |      | Tocantins' flag           |
| Distrito Federal               |      | Distrito Federals flag    |